# The Protagonists
The Protagonists è un film del 1999 scritto e diretto da Luca Guadagnino, al suo debutto alla regia.

## Trama
Nell'estate 1998 una troupe cinematografica italiana si reca a Londra per produrre un documentario sul caso di omicidio, avvenuto nel gennaio 1994, del cuoco egiziano Mohammed El-Sayed, 44 anni, brutalmente assassinato una sera per caso da due giovani studenti, Jamie Petrolini e Richard Elsey, condannati poi nel novembre 1994 all'ergastolo.

## Produzione
Le riprese iniziarono ufficialmente a Londra nel 1998.

## Distribuzione
Il film è stato presentato in anteprima mondiale al Festival del Cinema di Venezia l'8 settembre 1999. È uscito in Italia il 10 settembre 1999, distribuito da Medusa Distribuzione. 
Nel Regno Unito è stato distribuito per la prima volta il 13 ottobre 2014.